# Vaskulär demens
Vaskulär demens eller Blodkärlsrelaterad demens är en demens som ofta kommer efter stroke eller andra störningar i blodflödet. Sjukdomen kan utvecklas successivt och förändringarna kan komma snabbt även om orsaken har funnits flera månader. Demensen är ett samspel mellan efterverkningarna av stroke och sår i hjärnans struktur som ger upphov till svårigheter för hjärnan att fungera korrekt.